# Carriço
Carriço is een plaats (freguesia) in de Portugese gemeente Pombal en telt 3 872 inwoners (2001).